# Старики (Коростенський район)
Старики́ — село в Україні, в Іршанській селищній територіальній громаді Коростенського району Житомирської області. Населення становить 418 осіб.

## Географія
У селі річка Короща впадає у Іршу.

## Історія
У 1923 та 1925—54 роках — адміністративний центр колишньої Стариківської сільської ради Чоповицького району.

## Відомі люди
- Амалицький Володимир Прохорович — український геолог і палеонтолог.
- Богуш Олексій Анатолійович (1988—2014) — солдат Збройних сил України, учасник російсько-української війни.